# SIGTRAN
SIGTRAN — название группы телекоммуникационных протоколов, созданных для взаимодействия традиционной телефонии и VoIP. Название образовано от слов signaling и transport было дано рабочей группой Internet Engineering Task Force (IETF), которая разрабатывает спецификации для семейства протоколов, обеспечивающих надежное обслуживание дейтаграмм и адаптацию пользовательского уровня для Общеканальной Системы № 7 (SS7) и ISDN. SIGTRAN протоколы — это расширение семьи протоколов SS7. Они поддерживают те же приложения и парадигмы управления вызовами, как SS7, но используют Интернет-протокол (IP) для адресации и передаются по SCTP. Рабочая группа в IETF закрыта в марте 2009 года как выполнившая свою задачу.

## Протоколы SIGTRAN
Протоколы M2PA, M2UA, M3UA, SCTP, TALI, IUA, SUA, V5UA описывают передачу пакетов различных протоколов стека ОКС-7 через IP-сеть. Например M3UA обеспечивает адаптацию уровня MTP-3 для сигнальных протоколов более высокого уровня (ISUP и SCCP). Например, при передаче сигнальных сообщений в рамках одного базового вызова ISUP «уверен», что пользуется услугами MTP и сигнальным каналом для управления голосовыми каналами (таймслоты, используемые под медиа), в действительности всё это виртуально, так как протокол M3UA «заменяет» MTP-3 и сообщения передаются по транспортному протоколу SCTP между узлами с IP-адресами.

### Список протоколов со ссылками на стандарты
- SCTP — Stream Control Transmission Protocol — обеспечивает надёжную транспортировку протоколов группы SIGTRAN через IP-сеть. Спецификации протокола: RFC 2960, RFC 3873, RFC 4166, RFC 4960.
- IUA — ISDN User Adaptation — протокол пользовательской адаптации ISDN, обеспечивает уровень адаптации транспорта SCTP для бесперебойной передачи пользовательских сообщений Q.921 и сервисного интерфейса по IP-сети. Примеры протоколов, которых могут передаваться по IUA, это Q.931 и QSIG. Спецификации протокола: RFC 4233, RFC 4129 (DPNSS/DASS 2), RFC 5133.
- M2UA — Message Transfer Part 2 User Adaptation Layer — протокол адаптации SCTP для бесперебойной передачи пользовательских сообщений MTP уровня 2 и интерфейса обслуживания по IP-сети. Спецификация: RFC 3331.
- M2PA — Message Transfer Part 2 User Peer-to-Peer Adaptation Layer — протокол обеспечивает уровень адаптации SCTP для предоставления канала сигнализации SS7 MTP по IP-сети. Различия между M2PA b M2UA описаны в секции 1.9 основной спецификации протокола, RFC 4165.
- M3UA — Message Transfer Part 3 User Adaptation Layer — протокол обеспечивает уровень адаптации SCTP для бесперебойной транзитной передачи или пиринга пользовательских сообщений MTP уровня 3 и интерфейса обслуживания в IP-сети. Спецификация: RFC 4666.
- SUA — Signalling Connection Control Part User Adaptation — протокол пользовательской адаптации блока управления соединением (SCCP) обеспечивает уровень адаптации SCTP для бесперебойного транзитного соединения или пиринга пользовательских сообщений и служебного интерфейса части управления сигнальным соединением через IP-сеть. Спецификация: RFC 3868.
- V5UA — V5 User Adaptation — обеспечивает уровень адаптации SCTP для бесперебойной передачи пользовательских сообщений V5.2 и интерфейса обслуживания через IP-сеть. Этот протокол является вариантом IUA. Спецификация: RFC 3807.

### Схема протоколов и адаптаций
| Протоколы ОКС-7   |      |      |      |      |      |      |      |      |      |      |      |      | TCAP | TCAP |      |      |      |      |      |      |
| ----------------- | ---- | ---- | ---- | ---- | ---- | ---- | ---- | ---- | ---- | ---- | ---- | ---- | ---- | ---- | ---- | ---- | ---- | ---- | ---- | ---- |
| Протоколы ОКС-7   | V5.2 | V5.2 |      | MTP2 | MTP2 |      | MTP3 | MTP3 |      | ISUP | ISUP |      | SCCP | SCCP |      | DSS1 | DSS1 |      | TCAP | TCAP |
| SIGTRAN           | V5UA | V5UA |      | M2UA | M2UA |      | M2PA | M2PA |      | M3UA | M3UA | M3UA | M3UA | M3UA |      | IUA  | IUA  |      | SUA  | SUA  |
| Компьютерная сеть | SCTP | SCTP | SCTP | SCTP | SCTP | SCTP | SCTP | SCTP | SCTP | SCTP | SCTP | SCTP | SCTP | SCTP | SCTP | SCTP | SCTP | SCTP | SCTP | SCTP |
| Компьютерная сеть | IP   |      |      |      |      |      |      |      |      |      |      |      |      |      |      |      |      |      |      |      |

### Транспортный протокол SCTP
Наиболее значительным и известным протоколом (в том числе за пределами применения телефонии) является транспортный протокол SCTP.
Основное преимущество перед другими популярными транспортными протоколами (TCP и UDP) заключается в наличии нескольких возможных маршрутов, которые используются одновременно

## История и документы
На решения IETF относительно SIGTRAN значительно повлияло мнение телекоммуникационных инженеров по использованию новых протоколов для адаптации сетей VoIP на PSTN с особым вниманием к приложениям сигнализации. В последнее время SCTP находит применение за пределами своей первоначальной цели, там где требуется лучший из надежных сервисов передачи дейтаграмм.
SIGTRAN был опубликован в RFC 2719, под названием "Архитектурные рамки сигнализации транспорта. RFC 2719 определяет также концепцию шлюза сигнализации (SG), который преобразует CCS сообщения SS7 для SIGTRAN. Реализован на различных сетевых элементах, включая коммутаторы, функции SG могут обеспечить значительную ценность для существующих сигнальных протоколов по общему каналу сети, используя возможности ассоциаций SS7 и производительность доставки, связанной с IP.
1. ↑  Conclusion of Signaling Transport (sigtran). Дата обращения: 10 сентября 2011. Архивировано из оригинала 29 октября 2018 года.